# Anolethrus
Anolethrus är ett släkte av skalbaggar. Anolethrus ingår i familjen vivlar.
Kladogram enligt Catalogue of Life:
| Anolethrus | \| \| Anolethrus gracilis \| \| \| \| |
|            | \| \| Anolethrus gracilis \| \| \| \| |
|            | Anolethrus gracilis                   |
|            |                                       |